# Vlado Milunić
Vlado Milunić (Zagreb, 3 de março de 1941 — 17 de setembro de 2022) foi um arquiteto croata.
Morou em Praga, ensinando na Universidade Técnica Checa em Praga.
É conhecido por ter desenhado a Casa Dançante, em colaboração com Frank Gehry.

## Ligações externas

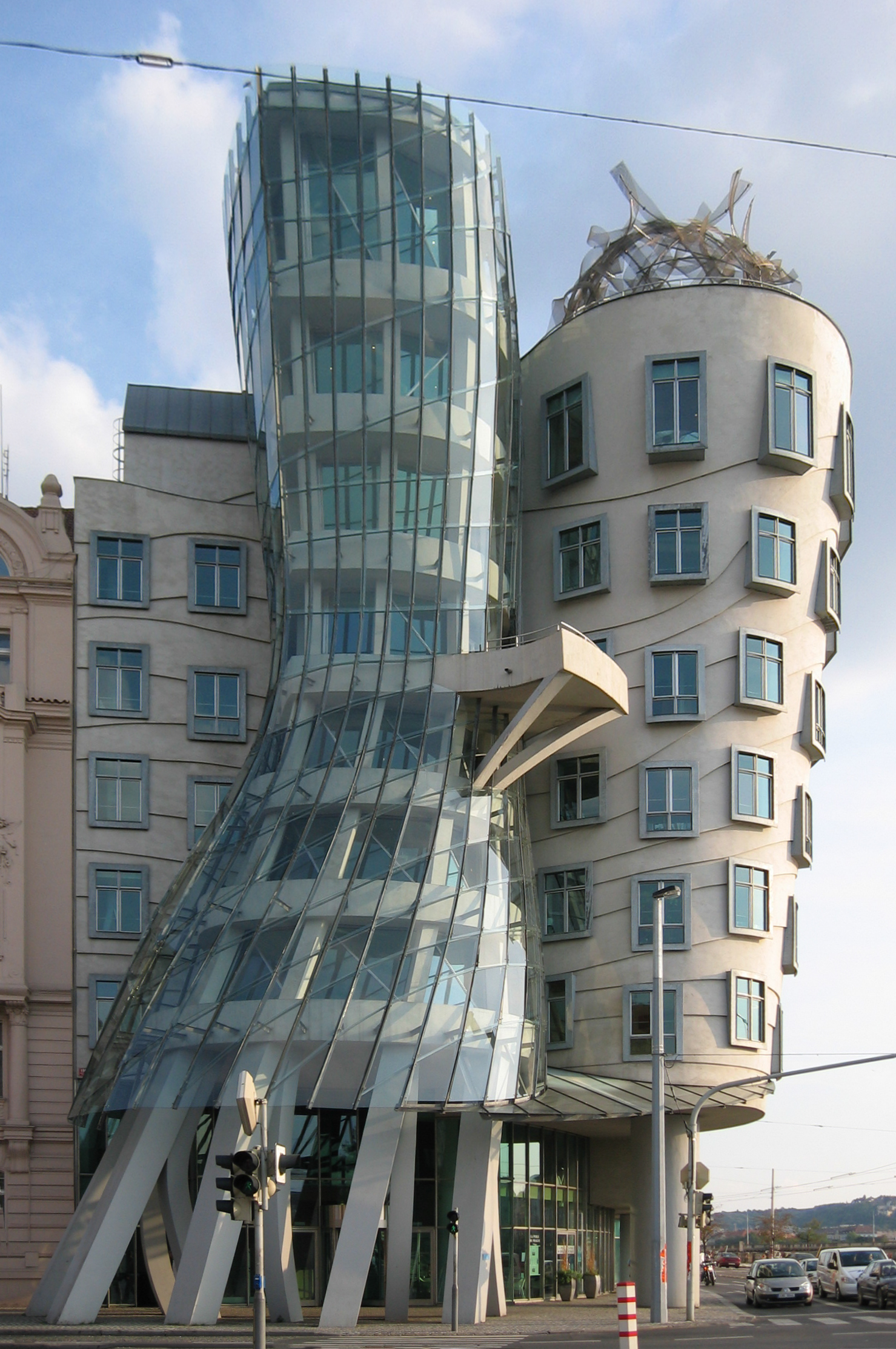
Casa Dançante